# 國立中山大學國際金融研究學院
國立中山大學國際金融研究學院（英語：School of Banking and Finance, National Sun Yat-sen University），簡稱中山大學國金學院。

## 創立過程
創立原委與國立中山大學半導體及重點科技研究學院大致相同，均是配合國家政策所創立。學院另接受22間金融機構資源挹注，是台灣第一所接受產官學資源挹注的學院。初期規劃建立國際資產管理研究所，及能在2022年6月開始上課，課程內容主題包含永續金融、數位金融等學程，校方期待可以滿足高階國際金融領域的人才需求，以及讓台灣成為亞洲企業資金調度及高階資產管理中心，以達成政策目標。

## 外部連結
- 國立中山大學 國際金融研究學院